# 吉田善哉
吉田 善哉（よしだ ぜんや、1921年5月3日 - 1993年8月13日）は、競走馬の生産者。北海道札幌市出身。社台グループの創業者。

## 経歴

### 生い立ちから独立まで
1921年、北海道月寒の畜産家・吉田善助（善助の父・善太郎の項を参照）の三男として生まれる。善助は酪農家として日本に初めてホルスタイン種の乳牛を導入した人物でもあり、1928年から白老町社台地区に2000haの土地を購入して社台牧場を開設し、サラブレッド生産に着手していた。善哉は1940年、空知農業学校畜産科を卒業後、社台牧場千葉富里分場の場長を任された。しかし同年より始まった太平洋戦争の戦況悪化と共に、従業員が次々と徴兵され、善哉はひとりで牧場を切り盛りすることを余儀なくされた。やがて善哉も健康を損ない、結核を患う。1年の療養を経て回復したが、1944年、今度は二人の兄が病身となったため分場は一時閉鎖され、白老の本場に戻る。翌1945年1月に父・善助が死去。白老・富里両場の管理を担うこととなった。
善助死去から7ヶ月後の8月、太平洋戦争が終結しGHQが進駐する。マッカーサーの農地解放政策により、兄・善一の名義であった千葉富里の分場40haのうち、36haが地主不在として接収された。善哉はこれに対し異議申し立てを行い、8年後の1953年、接収された土地を払い下げの形で取り戻す。2年後の1955年に母・テルが死去したことに伴い、社台牧場千葉富里分場を社台ファームと改め、8頭の繁殖牝馬をもって社台牧場から独立した。

### 社台グループの展開
独立の翌年アメリカに渡り、現地の先進的な生産・育成方法に深い感銘を受けた善哉は、帰国後、社台ファームの土地の一部を売却し、北海道の白老、錦岡町（苫小牧市）、伊達に土地を購入し、白老を千葉社台牧場社台支場として、富里と白老の二カ所を使った二元育成法を開始した。1961年、善哉はアイルランドより種牡馬ガーサントを導入する。ガーサントは1969年にリーディングサイアーを獲得するなど一流種牡馬として活躍し、社台ファーム発展の土台となった。この頃、元調教師の佐藤重治と共に日本初の共同馬主クラブ『ターファイトクラブ』を設立し、その生産部門を担った。
1971年には千葉の牧場の一部を再び売却し、北海道早来の土地200haを買収して社台ファーム早来（現・ノーザンファーム）を開場、時を同じくしてアメリカ・ケンタッキー州にフォンテンブローファームを開き、場長に長男・照哉を据えてアメリカ生産界との緊密な関係を築いた。1978年にはフォンテンブローファームを売却して千歳に社台ファーム千歳を開き、これにより生産と育成を担う早来と千歳、生産を担う白老、現役馬の休養と調教を担う千葉という、現在まで続く社台グループの陣容がほぼ固まった。千歳ではアメリカで主流となっている昼夜放牧を取り入れるなど、新たな生産育成手法も積極的に導入した。1980年にはダイナースクラブと提携し、共同馬主クラブ『社台ダイナースサラブレッドクラブ』（現・社台レースホース）を設立、1992年には宮城県山元町に日本最大の競走馬育成施設、山元トレーニングセンターを開場した。

### ノーザンテースト、サンデーサイレンスの導入
世紀の大種牡馬ノーザンダンサーの子供が欧米で走り始めた1972年、善哉は他の生産者に先駆けてノーザンダンサー産駒を手に入れるべく、米サラトガセールに照哉を派遣した。善哉から「ノーザンダンサー産駒の一番良い馬」という事だけを指定され、相馬を任された照哉は10万ドル（当時のレートで3080万円）で小柄な栗毛馬を購入し、ノーザンテーストと名付けられた同馬は善哉の名義でフランスで走り、G1フォレ賞に勝利するなど活躍した。引退後、ノーザンテーストは種牡馬として日本で供用され、アンバーシャダイ、年度代表馬のダイナガリバーなどを輩出し、1982年から1992年まで11年連続で中央競馬のリーディングサイアーとなるなど、旧来の日本競馬の血統を塗り替えた。
さらに1990年、善哉は「最後の大仕事」として、1989年の全米年度代表馬サンデーサイレンスを約16億5000万円で種牡馬として日本に導入した。この交渉にあたっては、サンデーサイレンスの血統背景が北米の主流ではなかったという事情のほかにも、サンデーサイレンスの所有者であったアーサー・ハンコックがフォンテンブローファーム時代の照哉と親交があった人物であったことが有効に働き、米生産界との繋がりを構築したいという目的でフォンテンブローファームを開いた善哉の布石が実を結んだものとなっていた。サンデーサイレンス産駒は1994年にデビューすると、初年度産駒からフジキセキ、ジェニュイン、タヤスツヨシ、マーベラスサンデー、ダンスパートナーといったG1馬を送り出した。その後もノーザンテーストを遙かに上回る勢いで産駒が活躍し、日本競馬を席巻。サンデーサイレンスは日本競馬史上最高の革命的種牡馬となった。
しかし善哉自身はその活躍を見ることなく、1993年8月13日、72歳で死去した。その死後、社台グループは照哉、勝己、晴哉の三人の息子によって再編され、今日世界最大規模の競走馬生産育成グループとなっている。

## 人物
種牡馬の導入から育成方法に至るまで、常に「世界」を意識し、日本の馬産レベル向上に絶大な影響を与えた人物として、日本馬が世界各地で活躍するようになった現在、馬産家としての評価は揺るぎないものとなっている。何事にも妥協を許さない人物として知られ、従業員の働きぶりが少しでも意に沿わないと激しく叱責したため牧場では「歩くカミナリ」と恐れられていたという。極めて合理的な思考の持ち主であり、日本的な馴れ合いを嫌い、競争を好んだ。競馬会から生産者に供される潤沢な補助金を「生産者から競争意識を奪う」と批判し、競馬会が高価な種牡馬を購入し、安価な種付け料で提供する軽種馬協会のシステムについては「民間に対する圧迫であり、競争原理に反する」と一貫して反対の立場をとり続けた。そのため、中小の牧場主からは蛇蝎のごとく嫌われたが、シンボリ牧場の和田共弘など、その意識の高さを賞賛する声もあった。調教師の武田文吾は「騎手の世界では野平祐二が、牧場の世界では吉田善哉が、競馬にオシャレの風を取り込んでくれた」と賞賛している。

## エピソード
- 幼少からの夢であった日本ダービー制覇をダイナガリバーで成し遂げた際、「馬が私を助けてくれる…」と人目をはばからず号泣した。
- 善哉の実家の社台牧場は、社台グループとは別に現在も経営を続けている。またテンポイント、フジヤマケンザンなどを生産した吉田牧場の創業者、吉田権太郎は善哉の大叔父にあたり、善哉は幼少時によく吉田牧場を訪れていたという。
- 同じ競走馬の生産者であるシンボリ牧場の和田共弘とは1歳違いであるが、競馬界では犬猿の仲と言われていた。しかし死期せまる病床で「和田に会いたい」と漏らしたと言う。ところが当時和田も体調を崩しており、吉田の死の8ヶ月後の1994年4月に後を追うように亡くなっている。
- 和田共弘と共にサラブレッドの投資額としては一個人の牧場を遥かに越えており、世界で著名なサラブレッドの種牡馬や繁殖牝馬を投入したにもかかわらず、思ったほど走らなかった。そのため一時期破産寸前まで追い込まれたことがある。のちのノーザンテーストの導入によりそれは解消された。
- 宮本輝の小説「優駿」に登場する「吉永達也」のモデル。
- ゆうきまさみの漫画「じゃじゃ馬グルーミン★UP!」に登場する「醍醐秀隆」のモデル。

## 主な所有馬
- シャダイターキン（1969年優駿牝馬）
- アンバーシャダイ（1981年目黒記念（秋）、有馬記念、1982年・1983年アメリカJCC、1983年天皇賞（春））
- シャダイソフィア（1983年桜花賞、1985年阪急杯）

## 吉田善哉に関する著作

### 書籍
- 吉川良『繋(つなぎ)―社台ファームに生きる人びと』（本坊書房、1988年）ISBN 488621049X
- 吉川良『血と知と地-馬、吉田善哉、社台』（ミデアム出版社、1999年）ISBN 4944001592
- 木村幸治『吉田善哉 倖せなる巨人』（徳間書店、2001年）ISBN 4198613974

### テレビ番組
- 吉田善哉物語「運命の出会い-サラブレッドにかけた夢」　(関西テレビ製作）